# Cape Manifold
Cape Manifold är en udde i Australien. Den ligger i delstaten Queensland, omkring 580 kilometer nordväst om delstatshuvudstaden Brisbane.
Trakten är glest befolkad. Det finns inga samhällen i närheten. 
Savannklimat råder i trakten. Genomsnittlig årsnederbörd är 1 309 millimeter. Den regnigaste månaden är mars, med i genomsnitt 283 mm nederbörd, och den torraste är augusti, med 19 mm nederbörd.